# Borojoa stipularis
Borojoa stipularis là một loài thực vật có hoa trong họ Thiến thảo. Loài này được (Ducke) Cuatrec. mô tả khoa học đầu tiên năm 1953.